# اسیترتین
اَسیترتین (به انگلیسی: Acitretin) (با نام های تجاری Soriatane و Neotigason) رتینوئید نسل دوم است. این دارو به صورت خوراکی مصرف می‌شود و به طور معمول برای پسوریازیس استفاده می‌شود.
متابولیت اترتینات، قبل از معرفی اسی‌ترتین مورد استفاده قرار گرفت. تولید Etretinate به دلیل شاخص درمانی پایین و همچنین حذف نیمه عمر طولانی (روز ۱۲۰=t۱/۲) متوقف شد، ساخت دوز مؤثر آن دشوار است. در مقابل، نیمه عمر اسیترتین در حدود 2 روز است. با این حال، به دلیل اینکه اسیترتین برعکس اترتینات نیمه عمر بسیار طولانی متابولیزه دارد، زنان باید از باردار شدن به مدت حداقل ۳ سال بعد از قطع اسیترتین جلوگیری کنند. بنابراین، اسیترتین به طور کلی برای زنان در سن باروری با خطر تبدیل شدن به باردار توصیه نمی‌شود.